# Caesio
Genre
Caesio est un genre de poissons osseux de la famille des Caesionidés.

## Liste d'espèces
Selon FishBase (1 avril 2015) et World Register of Marine Species (1 avril 2015) :
- Caesio caerulaurea Lacepède, 1801
- Caesio cuning (Bloch, 1791)
- Caesio lunaris Cuvier, 1830
- Caesio striata Rüppell, 1830
- Caesio suevica Klunzinger, 1884
- Caesio teres Seale, 1906
- Caesio varilineata Carpenter, 1987
- Caesio xanthalytos Holleman, Connell & Carpenter, 2013 (non reconnu par ITIS[1])
- Caesio xanthonota Bleeker, 1853

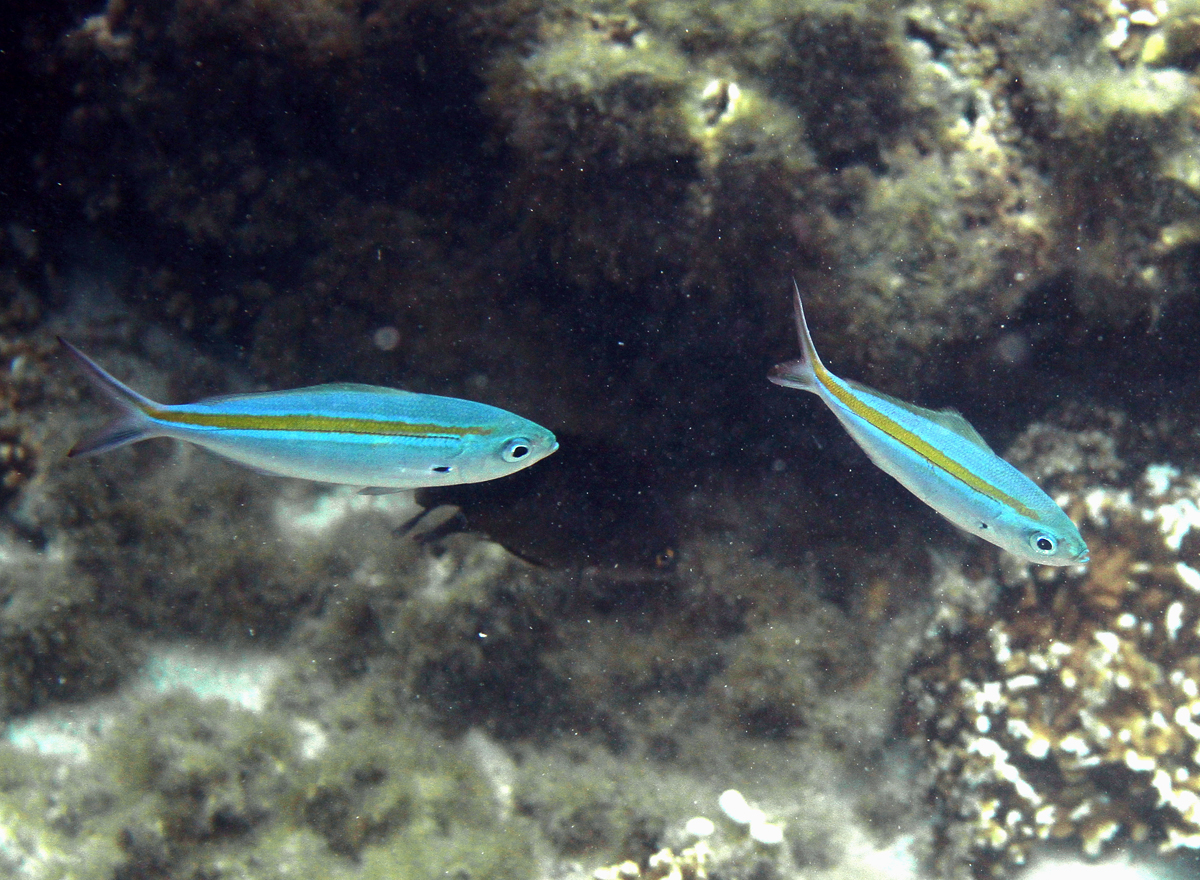
Caesio caerulaurea
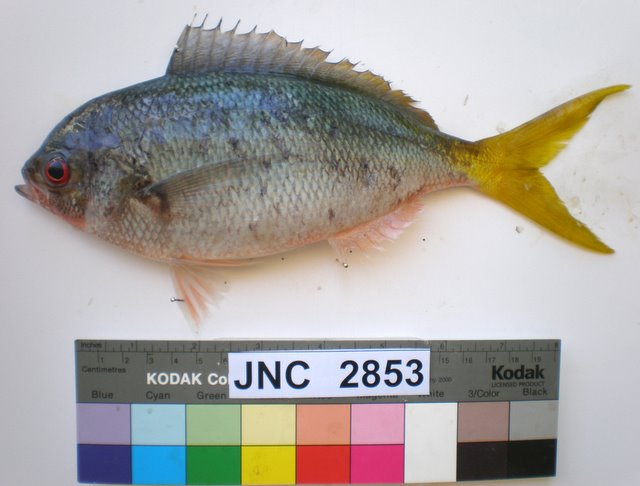
Caesio cuning
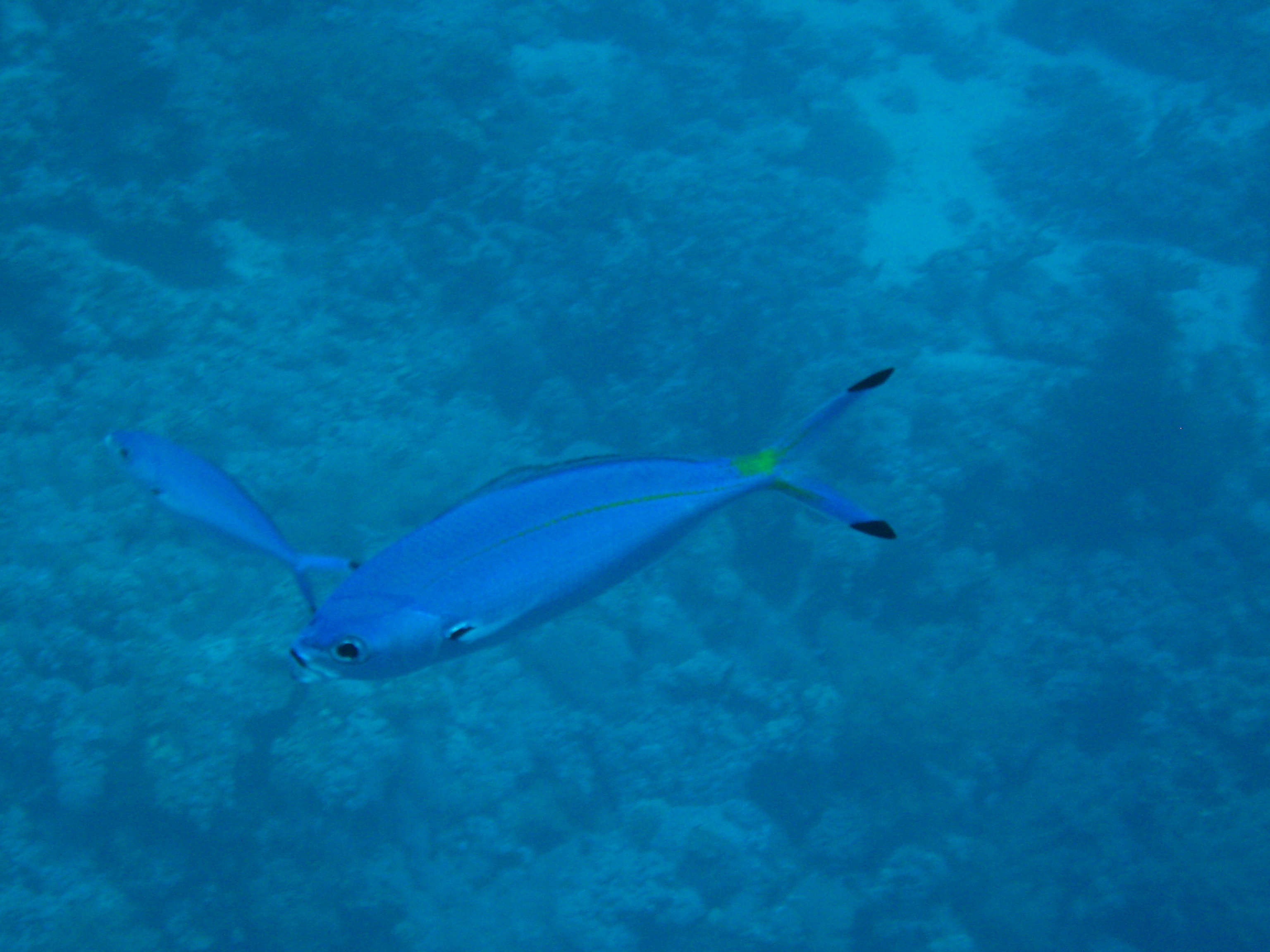
Caesio lunaris
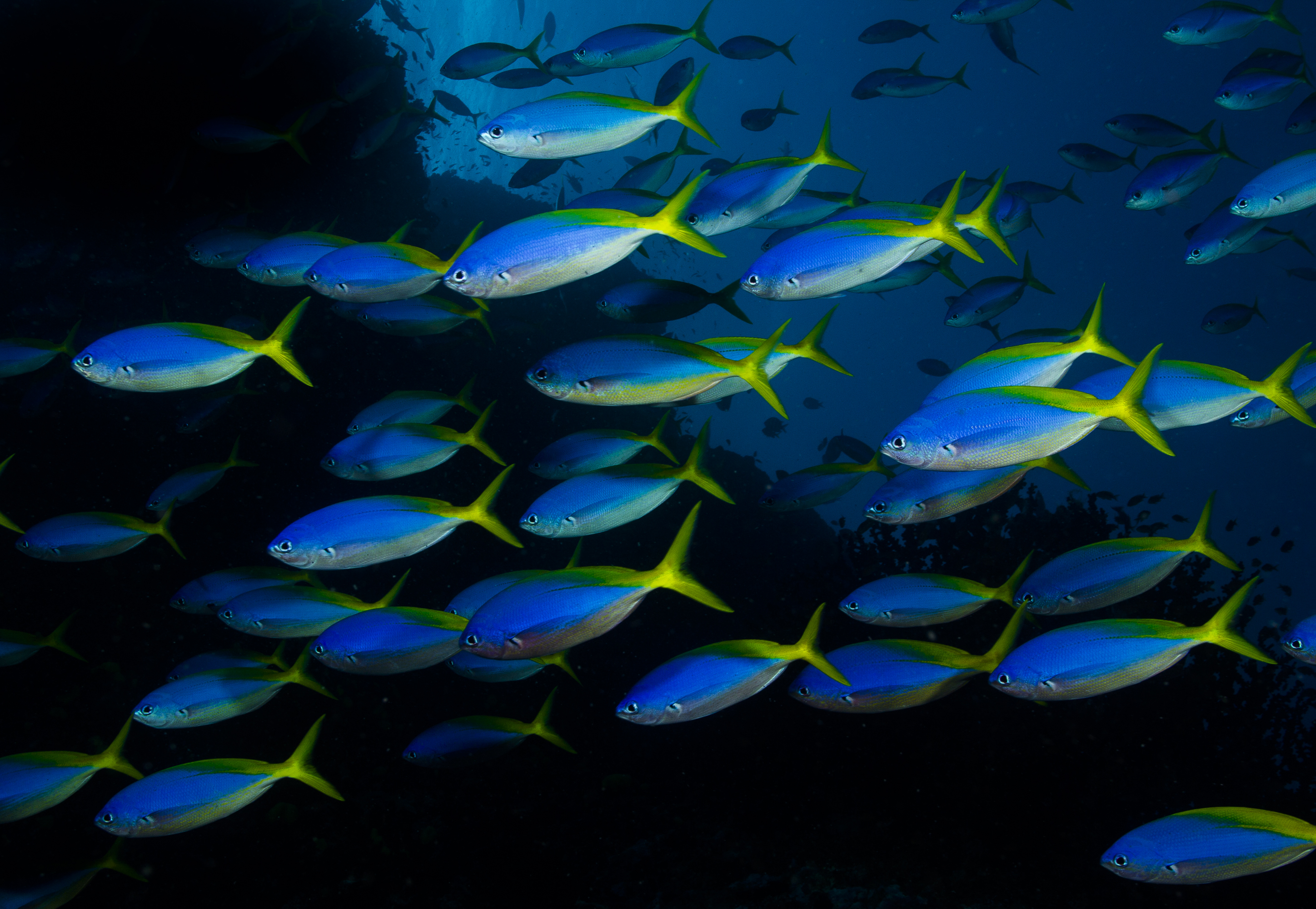
Caesio teres
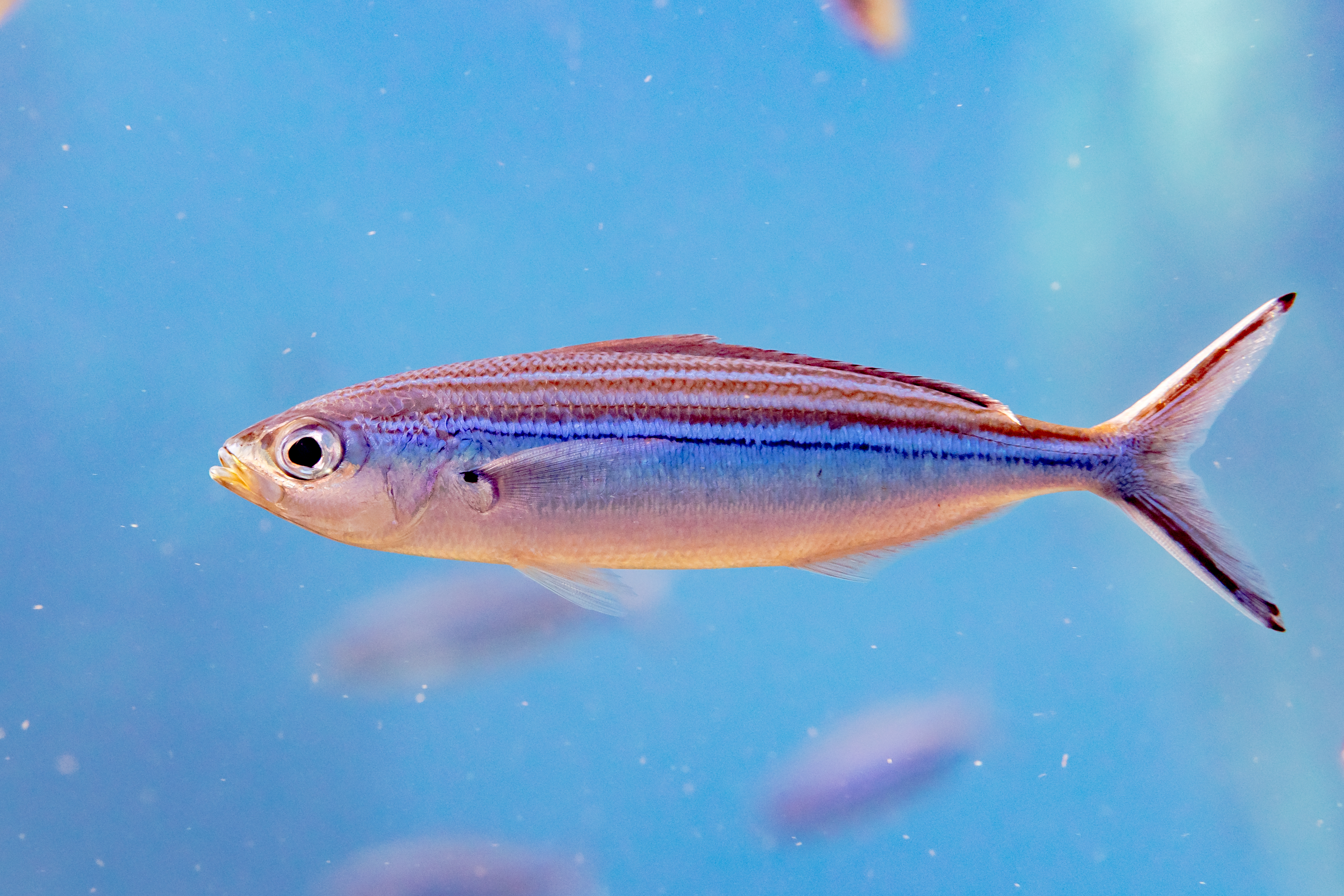
Caesio suevica

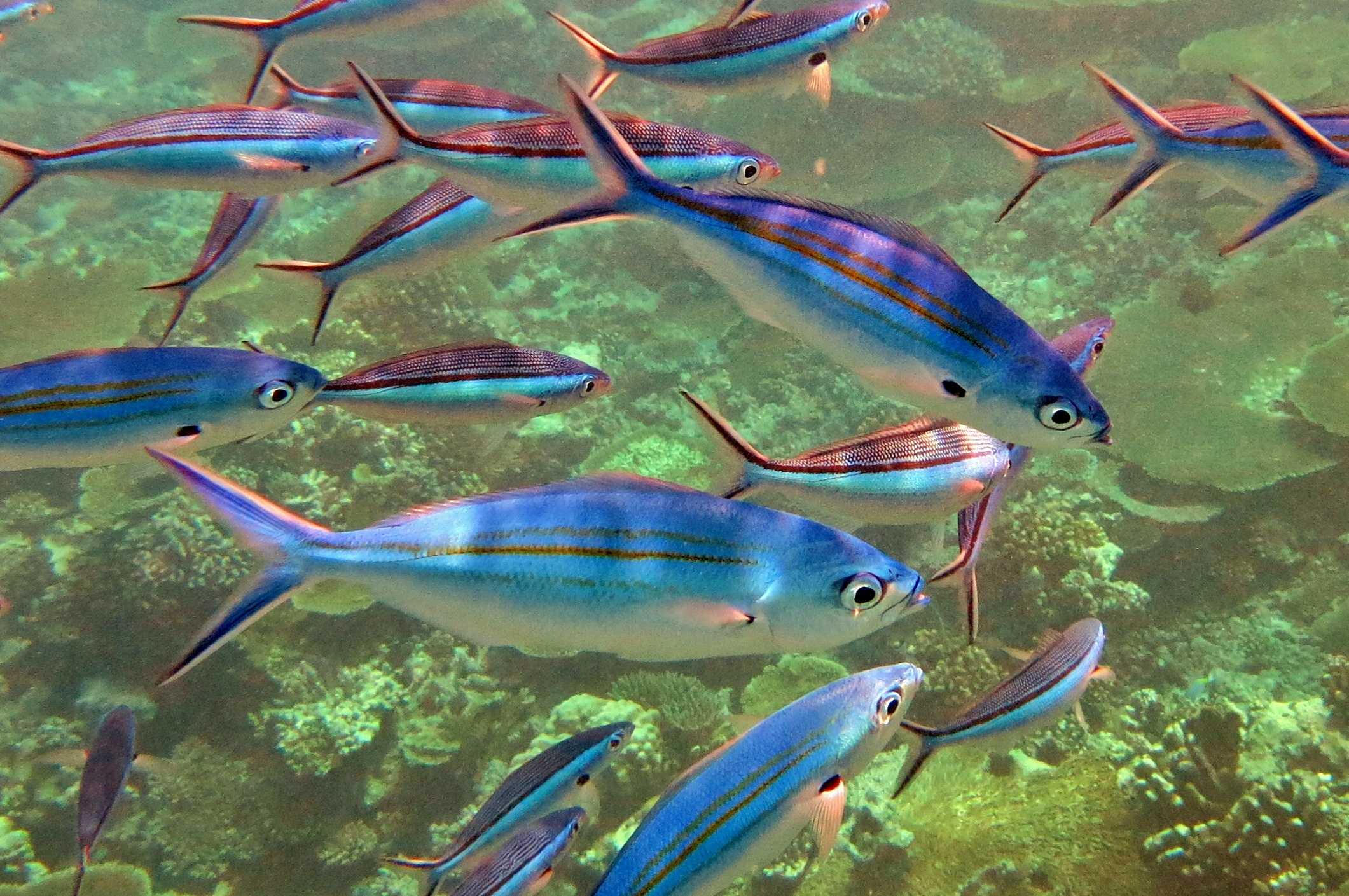
Caesio varilineata
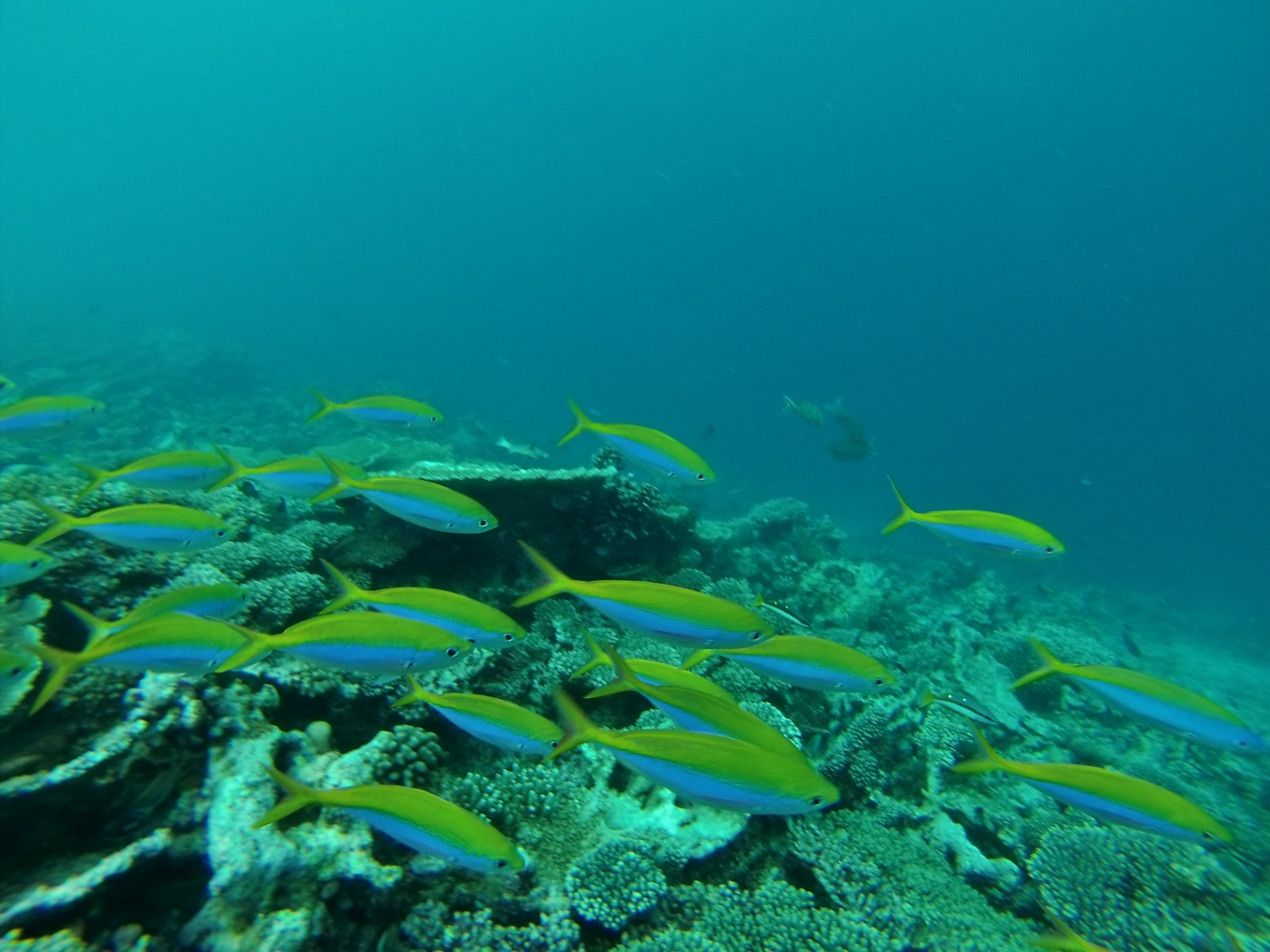
Caesio xanthonota
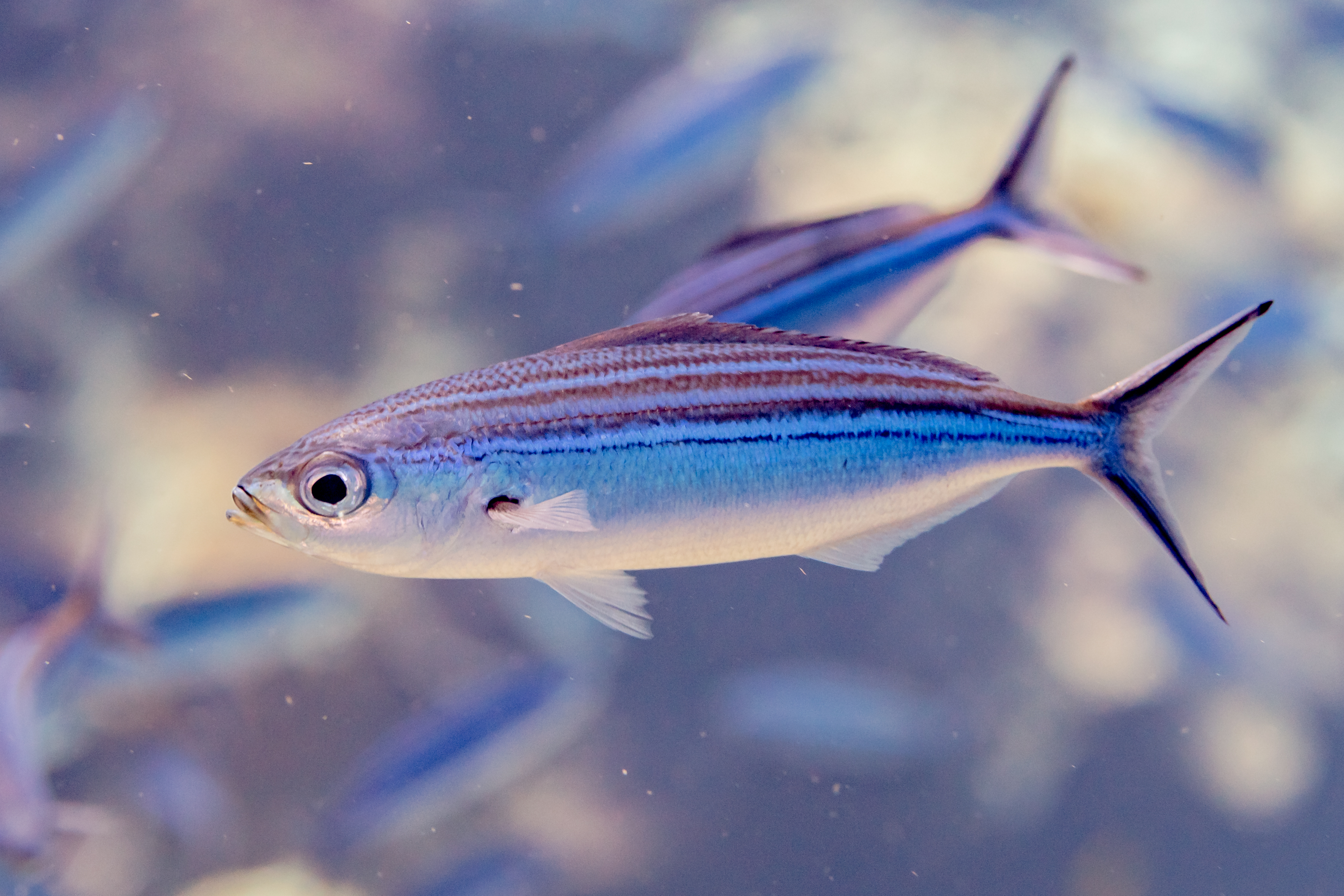
Caesio striata